# 17748 Uedashoji
17748 Uedashoji è un asteroide della fascia principale. Scoperto nel 1998, presenta un'orbita caratterizzata da un semiasse maggiore pari a 2,3580096 au e da un'eccentricità di 0,2086052, inclinata di 3,77985° rispetto all'eclittica.
L'asteroide è dedicato al fotografo giapponese Ueda Shoji.